# Wasserturm Halle (Saale) Hauptbahnhof

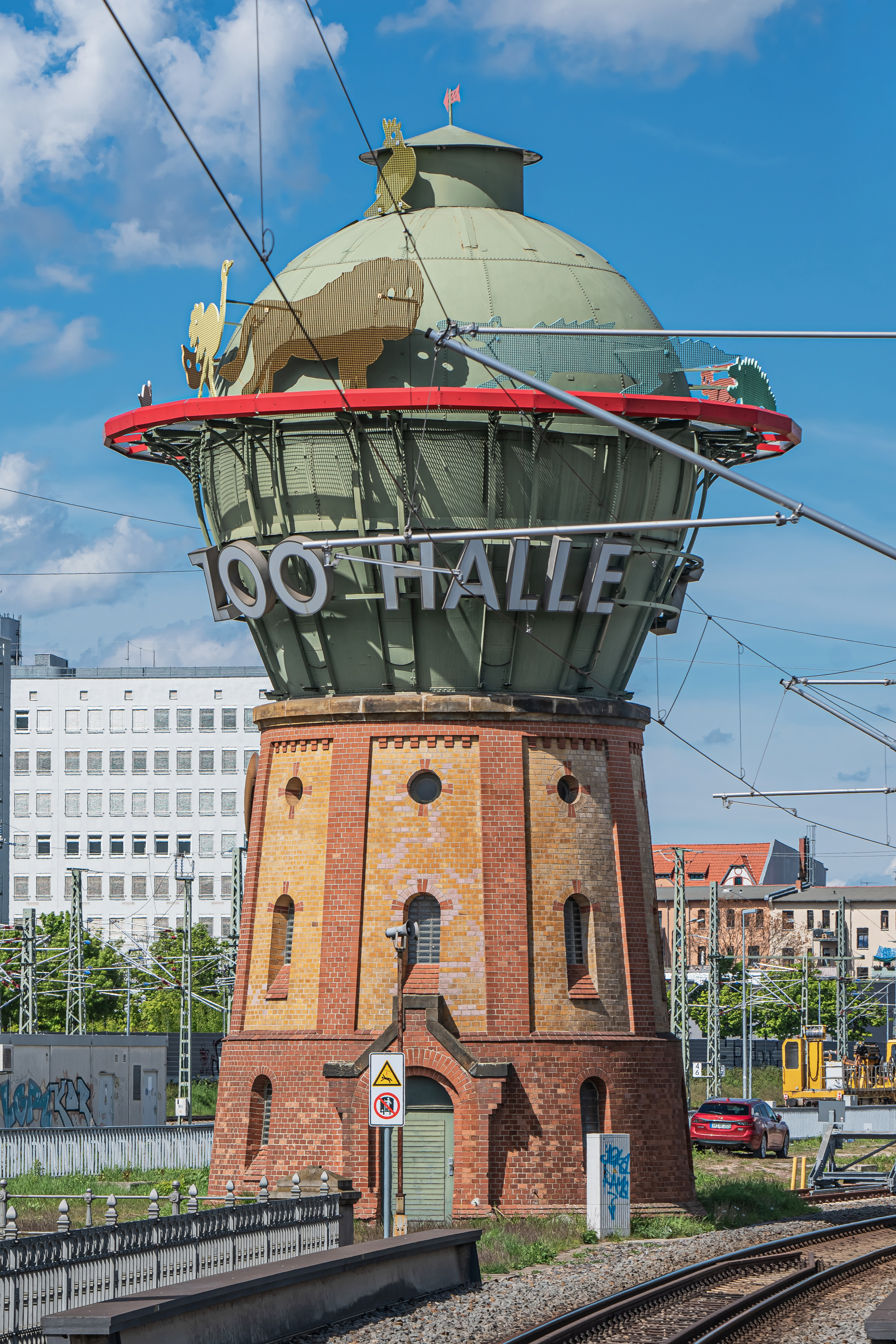
Wasserturm am Hauptbahnhof mit Werbung für den Bergzoo Halle

Der Wasserturm am Hauptbahnhof in Halle (Saale) wurde um 1910 errichtet und ist ca. 17,25 Meter hoch. Er steht nördlich der Eisenbahnbrücken des Hauptbahnhofes. Der Wasserbehälter hat ein Fassungsvolumen von 210 Kubikmetern und wurde nach dem Klönne-Prinzip konstruiert. Er diente der Versorgung von Dampflokomotiven über Wasserkräne mit Kesselspeisewasser zunächst aus dem Bahnbetriebswerk Peißen und später aus dem öffentlichen Wasserversorgungsnetz.
Der Turmschaft wurde in rotem und gelbem Klinker-Mauerwerk mit neoromanischen Formen u. a. an den Fenstern ausgeführt. Der Wasserbehälter besteht aus einer rein funktional gehaltenen Stahlkonstruktion. Das ursprüngliche Geländer des Umlaufs war mit Formen des Jugendstils verziert.
Nach der Sanierung des Wasserturms im Jahre 2008 dient er nunmehr an exponierter Stelle als Werbeträger für den Bergzoo in Halle.